# Odanacatib
Odanacatib (INN; có tên mã MK-0822) là 1 hợp chất điều trị cho bệnh loãng xương và di căn xương. Nó là một chất ức chế của cathepsin K, một loại enzyme liên quan đến sự tái hấp thu xương.
Thuốc được phát triển bởi Merck & Co. Thử nghiệm lâm sàng giai đoạn III cho thuốc này đã được kết thúc sớm sau khi xem xét cho thấy nó có hiệu quả cao và có hồ sơ an toàn tốt. Merck tuyên bố vào năm 2014 rằng họ sẽ nộp đơn xin phê duyệt theo quy định vào năm 2015.
Năm 2016, Merck đã ngừng phát triển odanacatib và tuyên bố sẽ không tìm kiếm sự chấp thuận theo quy định sau khi phân tích phát hiện nguy cơ đột quỵ tăng lên.
Thuốc này được phát triển tại Merck Frosst ở Montreal.